# Bogota (Stany Zjednoczone)
Bogota – miasto w Stanach Zjednoczonych, w stanie New Jersey, w hrabstwie Bergen. W 2010 roku liczyło 8187 mieszkańców.